# Acreotrichus
Acreotrichus is een vliegengeslacht uit de familie van de wolzwevers (Bombyliidae). De wetenschappelijke naam van het geslacht werd voor het eerst geldig gepubliceerd in 1850 door Macquart.

## Soorten
Het genus bevat de volgende soorten:

- Acreotrichus antecedens (Walker, 1849)
- Acreotrichus atrata (Coquillett, 1904)
- Acreotrichus inappendiculatus Bigot, 1892
- Acreotrichus linefera (Walker, 1857)